# فريكاديلر

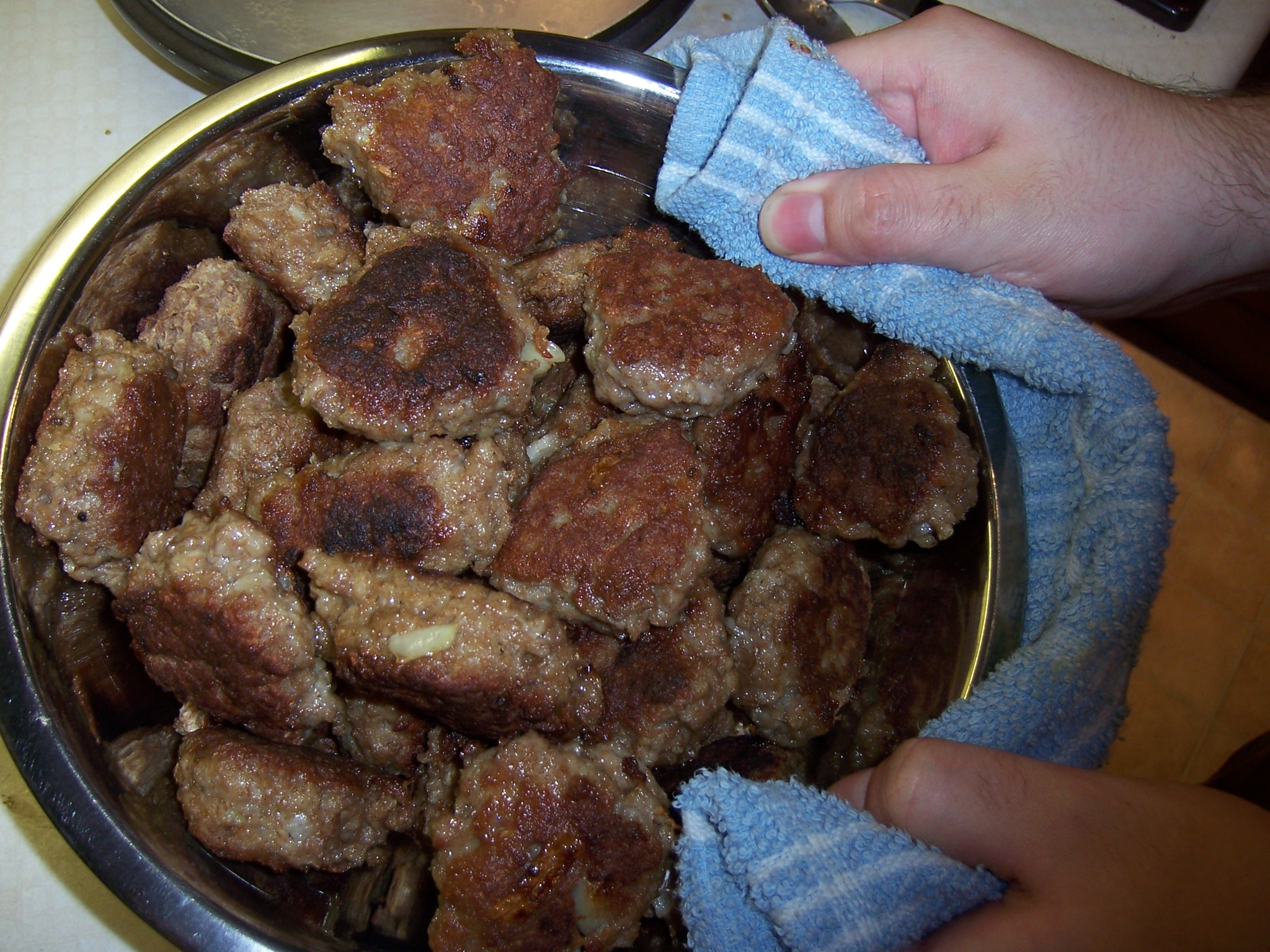
طبق من فريكاديلر

الكفتة الويلزية أو فريكاديلر (بالإنجليزية: Frikadeller)‏ عبارة عن كرات لحم مسطحة مقلية من اللحم المفروم، وغالبًا ما تشبه النسخة الدنماركية من كرات اللحم. أصل الطبق غير معروف. مصطلح «فريكاديلر» ألماني ولكن الطبق مرتبط بالمأكولات الدنماركية والاسكندنافية والبولندية وكذلك المأكولات الألمانية. إنها واحدة من أكثر الوجبات شعبية في بولندا، حيث تُعرف باسم "kotlety mielone".
توجد أنواع محلية مختلفة من الفريكاديلر في جميع أنحاء الدول الاسكندنافية، كطبق رئيسي وطبق جانبي. في السويد، تشير كلمة «فريكاديلر» إلى كرات اللحم المسلوقة وليس المقلية.

## علم أصول الكلمات
أصل الكلمة غير مؤكد. وفقًا لـ للقاموس يمكن العثور عليها في نهاية القرن السابع عشر باللغة الألمانية، وهي مرتبطة بالفريتاتيلا الإيطالية، والفريكاندو الفرنسية، واللاتينية frīgere ("التحميص"). يمكن اشتقاقه من لحم العجل فريكاندو، طبق من شرائح لحم العجل، مشحم بدهن الخنزير. في قاموس (1837) تم تعريف "فريكاديلر" على أنه "في بلجيكا، كرة من اللحم المفروم والمطبوخ" وكلمة منفصلة، "فريكاديلر"، يتم تعريفها على أنها "فريكاندو". وفي فيلم عالم فيليبس الجديد (1706) "فريكاندو، نوع من سكوتش كولوبس مصنوع من شرائح رقيقة من لحم العجل، مشحم ومخبأ جيدًا." يعرّف قاموس أوكسفورد الإنجليزي "فريكاديلر" على أنه شكل شبه فرنسي من فريكاند".